# Browneopsis excelsa
Browneopsis excelsa là một loài rau đậu thuộc họ Fabaceae.
Loài này có ở Colombia, Panama, và Peru.
Chúng hiện đang bị đe dọa vì mất nơi sống.